# 雷德·柯伦
詹姆斯·爱德华·“雷德”·柯伦（英語：James Edward "Red" Curren，1925年5月12日—2010年11月13日），加拿大男子篮球运动员。他曾随加拿大国家队参加1952年夏季奥运会男子篮球比赛，结果获得第十三名。